# Praepositus sacri cubiculi
Praepositus sacri cubiculi (latin för föreståndare för det heliga sovgemaket), närmast överste kammarherre, var ett högt ämbete i den bysantinska hovhållningen.
Han utövade, om än utan lagfäst myndighet, i synnerhet under svaga regenter ett nästan obegränsat inflytande.